# Pizzi
Luís Miguel Afonso Fernandes vagy egyszerűen Pizzi (Bragança, 1989. október 6. – ) portugál válogatott labdarúgó, az APÓEL játékosa.
Bekerült a 2017-es konföderációs kupán részt vevő portugál keretbe.

## Statisztika
| Válogatott | Szezon   | Mérkőzés | Gól |
| ---------- | -------- | -------- | --- |
| Portugália | 2012     | 1        | 1   |
| Portugália | 2013     | 1        | 0   |
| Portugália | 2014     | 0        | 0   |
| Portugália | 2015     | 2        | 0   |
| Portugália | 2016     | 0        | 0   |
| Portugália | 2017     | 3        | 1   |
| Összesen   | Összesen | 7        | 2   |

## Sikerei, díjai

### Klub
- Atlético Madrid
  - Európa-liga: 2011–12

- Benfica
  - Portugál bajnok: 2014–15, 2015–16, 2016–17, 2018–19
  - Portugál kupa: 2016–17
  - Portugál ligakupa: 2014–15, 2015–16
  - Portugál szuperkupa: 2016, 2017, 2019

- SC Braga
  - Portugál ligakupa: 2023–24

### Válogatott
- Portugália
  - UEFA Nemzetek Ligája: 2018–19